# شهرستان شون‌که
شهرستان شون‌که (به چینی: 逊克县) یک شهرستان در استان هئی‌لونگ‌جیانگ چین است که در تابعیت شهر هئی‌هه قرار دارد.
شهرستان شون‌که ۱۷٬۰۲۶٫۷۰ کیلومتر مربع مساحت و ۸۲٬۱۳۴ نفر جمعیت دارد و ۲۲۶ متر بالاتر از سطح دریا واقع شده‌است.
نام این شهرستان ترکیبی از هجاهای اول و دوم نام دو شهرک بزرگ و مهم این شهرستان می‌باشد، هجای «شون» از نام شهرک شون‌هه (奇克镇)، مرکز اداری سابق (پیش از سال ۱۰۴۹ میلادی) و دومین شهرک این شهرستان، و هجای «که» از نام شهرک چی‌که (奇克镇) بزگترین شهرک این شهرستان و مرکز اداری آن، می‌باشد.

## تقسیمات اداری
شهرستان شون‌که به ۳ شهرک، ۴ قصبه، و ۲ قصبه خودمختار (برای اوروچن‌ها) تابعه تقسیم شده است. هفت «میدان» هم‌سطح قصبه نیز تابع این شهرستان می‌باشند، مانند نواحی اداری مزارع و مراتع.
- شهرک چی‌که (奇克镇، Qíkè zhèn)
- شهرک شون‌هه (逊河镇، Xùnhé zhèn)
- شهرک که‌لین (克林镇، Kèlín zhèn)

- قصبه چه‌لو (车陆乡، Chēlù xiāng)
- قصبه سونگ‌شوگوو (松树沟乡، Sōngshùgōu xiāng)
- قصبه گان‌چازی (干岔子乡، Gànchàzǐ xiāng)
- قصبه باوشان (宝山乡، Bǎoshān xiāng)

- قصبه قومیتی اوروچن شین‌اِه (新鄂鄂伦春族乡، Xīn'è èlúnchūnzú xiāng)
- قصبه قومیتی اوروچن شین‌شینگ (新兴鄂伦春族乡، Xīnxīng èlúnchūnzú xiāng)